# Hymenocephalus kuronumai
 Hymenocephalus kuronumai és una espècie de peix de la família dels macrúrids i de l'ordre dels gadiformes.

## Morfologia
- Els mascles poden assolir 20 cm de llargària total.[5][6]

## Hàbitat
És un peix bentopelàgic i marí d'aigües subtropicals que viu entre 350-500 m de fondària.

## Distribució geogràfica
Es troba des del sud del Japó fins al mar de la Xina Oriental. També és present a Queensland (Austràlia).